# ГЕС Слой
ГЕС Слой — гідроелектростанція в Шотландії, розташована у південно-західній частині Грампіанських гір, на північ від естуарію річки Клайд.
Станція використовує перепад висот між витягнутим з півночі на південь найбільшим за площею озером Шотландії Лох-Ломонд (через річку Левен має стік у зазначений естуарій біля Дамбартону) та розташованим західніше в гірському масиві озером Лох-Слой. На річці Inveruglas Water, яка забезпечує природний стік із Лох-Слой та впадає справа у Лох-Ломонд, звели бетонну гравітаційно-контрфорсну греблю висотою 56 метрів та довжиною 357 метри, що підняла рівень озера на 47 метрів та збільшила його довжину вдвічі, утримуючи при цьому до 34 млн м3 води.
Окрім природного притоку, водосховище поповнюється за рахунок деривації через тунелі (на окремих ділянках — канали) з оточуючих гірських масивів, зокрема:
- з північного заходу та півночі через два тунелі, котрі транспортують воду з ряду правих приток Лох-Ломонд та річки Falloch, яка впадає в нього з північного напрямку;
- з півдня через тунель, що збирає ресурс кількох правих приток Лох-Лонг — напряму з'єднаного з естуарієм Клайд озера, долина якого витягнута західніше від гідрологічної системи Лох-Ломонд — Левен;
- з заходу через тунель та канал, які транспортують ресурс від водозаборів на лівих притоках гідрологічної системи річки Fyne та озера Loch Fyne, витягнутої у меридіональному напрямку ще західніше від озер Лох-Слой та Лох-Лонг (подібно до останнього, озеро Loch Fyne напряму з'єднане з естуарієм Клайду).
Від сховища Лох-Слой до машинного залу на березі Лох-Ломонд прокладено дериваційний тунель довжиною 3 км та діаметром від 4 до 4,7 метра. Будівництво цієї споруди під гірським масивом Ben Vorlich потребувало виїмки 180 тис. м3 скельного матеріалу. При максимальному рівні Лох-Слой вона забезпечує напір у 277 метрів. Після верхнього балансуючого резервуару, який складається з вертикальної шахти висотою 83 метри та камери розмірами 27,4х11,6х8,5 метрів, тунель розгалужується на два діаметром по 3 метри, які невдовзі переходять у чотири водоводи діаметром по 2,1 метра та довжиною біля 0,5 км.
Машинний зал первісно оснастили чотирма турбінами типу Френсіс потужністю по 32,5 МВт. Після завершення у 1999 році реконструкції вартістю 113 млн фунтів стерлінгів, яка включала заміну трьох турбін на нові по 40 МВт, загальна потужність станції зросла до 152 МВт, що робить її найпотужнішою ГЕС у Великій Британії (без урахування гідроакумулюючих станцій). Станція здатна виробляти 130 млн кВт-год електроенергії на рік.
На початку 2010-х років з'явився проект доповнення станції функцією гідроакумуляції шляхом встановлення двох насосів потужністю по 30 МВт.
Видача продукції відбувається по ЛЕП, що працює під напругою 132 кВ.